# Patrik Tano
Patrik Tano, född 25 maj 1977 i Östersund, är en svensk före detta professionell ishockeyspelare. Hans moderklubb är Bodens IK.